# Hausdorff-paradox
In de maattheorie, een deelgebied van de wiskunde, stelt de hausdorff-paradox, vernoemd naar de Duitse wiskundige Felix Hausdorff, dat als men een zekere telbare deelverzameling van de bol, S2, wegneemt, de rest kan worden opgedeeld in drie disjuncte deelverzamelingen, A, B en C, zodanig dat A, B, C en B ∪ C allemaal congruent aan elkaar zijn. Hieruit volgt in het bijzonder dat op S2 geen eindige optelbare maat op alle deelverzamelingen is gedefinieerd, zodanig dat de maat van de congruente verzamelingen aan elkaar gelijk is (omdat dit zou betekenen dat de maat van A tegelijkertijd zowel 1/3 als 1/2 van de niet-nulzijnde maat van de gehele bol zou zijn).
De paradox werd in 1914 door Felix Hausdorff gepubliceerd in Mathematische Annalen en in hetzelfde jaar ook in zijn boek, Grundzüge der Mengenlehre (Grondslagen van de verzamelingenleer). Het bewijs van de bekendere banach-tarskiparadox maakt gebruik van deze ideeën van Hausdorff.
De hausdorff-paradox laat zien dat er op een bol geen eindig optelbare maat is gedefinieerd op alle deelverzamelingen die gelijk is aan de congruente stukken (Hausdorff liet in hetzelfde artikel eerst het gemakkelijkere resultaat zien dat er geen telbare optelbare maat voor alle deelverzamelingen is gedefinieerd). De structuur van de groep van rotaties op de bol speelt hier een cruciale rol - de stelling is niet waar voor het vlak of de lijn. In feite, zo werd later door Banach aangetoond, is het mogelijk om een "oppervlak" te definiëren voor alle begrensde deelverzamelingen in het Euclidische vlak (evenals een "lengte" op de reële lijn), zodanig dat congruente verzamelingen een gelijk "oppervlak" hebben. Deze banach-maat is echter alleen eindig optelbaar, zodat het geen maat in de volledige zin van het woord is, maar hij is gelijk aan de lebesgue-maat voor verzamelingen waarop de lebesgue-maat is gedefinieerd. Dit houdt in dat als twee open verzamelingen van het vlak (of de reële lijn) equidecomposeerbaar zijn, zij een gelijk oppervlak beslaan.